# Volby prezidenta USA 1792

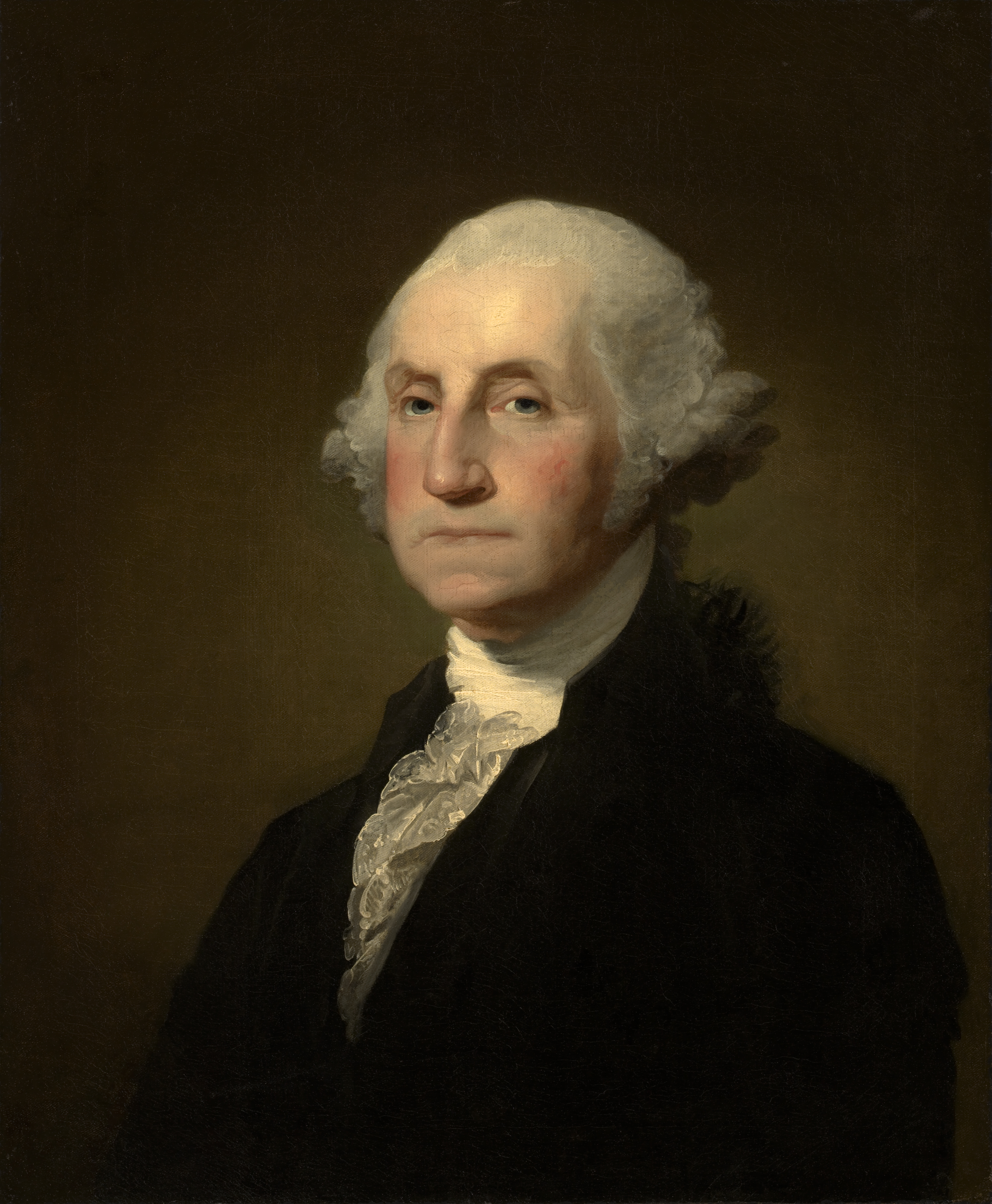
George Washington

Výsledky voleb podle států

Volby prezidenta USA 1792 byly druhé prezidentské volby ve Spojených státech. Stejně jako v minulých volbách v roce 1789 byl zvolen George Washington prezidentem USA a John Adams viceprezidentem USA.

## Pozadí
Volby roku 1792 se řídily stejnými pravidly jako v roce 1789. V průběhu první vlády George Washingtona se začaly zvětšovat rozpory mezi členy kabinetu mezi ministrem financí Alexandrem Hamiltonem a ministrem zahraničí Thomasem Jeffersonem. Rozpor mezi těmito politiky zapříčinil vznik politických stran. Příznivci Hamiltona se nazývali federalisté a příznivci Jeffersona republikáni. Strany však neměly žádné struktury, a nemohly tak nominovat konkrétního kandidáta. Díky alianci Jeffersona a Madisona z Virginie, George Clintona a Aarona Burra z New Yorku z května 1791, byli republikáni schopni prosadit kandidaturu Clintona na viceprezidenta Spojených států.

## Hlasování
Voleb se zúčastnilo 28 579 voličů. Sbor volitelů 13. února 1793 jednohlasně schválil George Washingtona pro další čtyři roky coby prezidenta USA, i když zamýšlel odejít z politiky, neměl protikandidáta. Pro zvolení bylo zapotřebí získat 67 ze 132 volitelů. Hlasování viceprezidenta nebylo stejně jako v předešlých volbách oddělené (každý volitel měl dva hlasy - pro kandidáta na prezidenta a viceprezidenta, přičemž hlasy nebyly rozlišeny). Jako viceprezident byl znovu zvolen John Adams se 77 hlasy. Jeho hlavní rival George Clinton dostal pouhých 50. Další republikáni Thomas Jefferson dostal 4 hlasy a Aaron Burr 1 hlas.
Volební účast byla nejmenší v historii Spojených států. K volbám se vydalo 0,88% voličů.
George Washington byl jednomyslně znovuzvolen pro druhé funkční období a složil přísahu dne 4. března 1793 v tehdejším hlavním městě - Filadelfii.
| Jméno             | Stát     | Hlasy voličů | Procent | Strana    |
| ----------------- | -------- | ------------ | ------- | --------- |
| George Washington | Virginie | 28 579       | 100 %   | Nestraník |

| Jméno             | Stát          | Hlasy Volitelů | Strana               |
| ----------------- | ------------- | -------------- | -------------------- |
| George Washington | Virginie      | 132            | Nestraník            |
| John Adams        | Massachusetts | 77             | Federalista          |
| George Clinton    | New York      | 50             | Demokrat-Republikán  |
| Thomas Jefferson  | Virginie      | 4              | Demokrat- Republikán |
| Aaron Burr        | New York      | 1              | Demokrat- Republikán |

- George Washington byl nestraník, ale silně sympatizující k Federalistické straně, a proto bývá někdy uváděn jako federalista.